# Брок (персонаж «Покемона»)
Брок (яп. タケシ такэси) — один из персонажей серии игр, манги и аниме «Покемон». В серии игр Pokémon и манге он один из лидеров стадионов региона Канто и специализируется на покемонах каменного типа. В аниме-сериале по мотивам игр и манге The Electric Tale of Pikachu Брок — один из спутников Эша Кетчума. На момент сериала «Чёрное и Белое» он с ним не путешествует, а учится на врача покемонов в Пьютере.

## Появления

### В играх
В серии игр Брок является лидером стадиона, специализирующемся на каменных покемонах, которого игрок должен победить, и он не играет большой роли в сюжете. Изначально Брок появляется в играх Pokémon Red и Blue, а впоследствии и Yellow. Впоследствии он появляется в сиквелах Red, Blue и Yellow Pokémon Gold, Silver и Crystal, а также в ремейках Red и Blue Pokémon FireRed и LeafGreen и в ремейках Gold и Silver Pokémon HeartGold и SoulSilver. Кроме того, он появляется в Pokémon Stadium, Pokémon Stadium 2 и в Pokémon Puzzle League.

### В аниме
Брок является одним из главных героев аниме. На протяжении первых тринадцати сезонов (кроме второго) он сопровождает Эша в его путешествии. В аниме Брок показан ответственным, рассудительным, верным и умным, кроме того, он весьма трудолюбив и терпеть не может беспорядок, но при этом часто теряет голову от красивых девушек. Великолепно готовит. Является единственным персонажем, умеющим отличать сестёр Джой и офицеров Дженни друг от друга. Всегда носит с собой различное снаряжение для походов, чтобы быть готовым к любым неожиданностям. Ему больше нравится выращивать покемонов, чем участвовать в битвах. Мечтает стать покемоноводом, но в четырнадцатом сезоне остаётся в Пьютере, чтобы учиться на врача покемонов. Он старший из десяти детей и заботится о своих братьях и сёстрах, так как его отец Флинт ушёл в поход тренера покемонов, мать также ушла (в начале американского дубляжа указывается, что она умерла, что вызвало серьёзную несостыковку в сюжете).
После того, как Эш побеждает его на стадионе в Пьютере в пятой серии первого сезона, он отправляется в путешествие вместе с Эшем и Мисти. С братьями и сёстрами Брока остаётся его отец, который вернулся из путешествия, но боялся объявиться ему, так как ничего не добился во время своего похода. Во втором сезоне Брок остаётся у профессора Айви, его заменяет Трейси Скетчит. В третьем сезоне Брок возвращается и снова путешествует с Эшем и Мисти, на сей раз в регион Джото. В конце оригинального сериала он возвращается в Пьютер. В «Хрониках покемонов» показано, что его мать вернулась из путешествия и, будучи тренером покемонов водного типа, сделала каменный стадион водным, чем сильно подорвала репутацию стадиона. Брок побеждает свою мать, восстановив доброе имя своего стадиона, а затем оставляет почти всех своих покемонов своему брату Форесту, возложив на него ответственность за стадион Пьютера. После этого он отправляется с Эшем в путешествие по Хоэнну, затем на Край Битв, и, наконец, в Синно. В четырнадцатом сезоне остаётся в родном Пьютере, чтобы учиться на врача покемонов.Кратко появляется в двадцатом сезоне вместе с Мисти.

### Другие появления
В манге Pokémon Adventures Брока побеждает Ред, главный герой первой сюжетной арки. Вместе с Эрикой и Мисти, другими лидерами стадионов, Брок сражается против Команды R. В свободное время от стадиона он работает охранником в музее Пьютера. Кроме того, он появляется в манге Pokémon Pocket Monster, Pokémon Zensho, Magical Pokémon Journey и Electric Tale of Pikachu, в последних двух мангах он предстаёт в своей аниме-интерпретации.

## История создания персонажа
Изначально Брок появился в играх Pokémon Red и Blue, где его дизайном занимался Кэн Сугимори. В аниме его озвучил Юдзи Уэда. Создатели убрали Брока во втором сезоне сериала, так как сочли, что он не нравится западной публике из-за «расистского стереотипа», впрочем, впоследствии вернув его в третьем.
Хотя это никогда не упоминается в аниме, июльский выпуск журнала K-Zone за 2006 год показал, что фамилия Брока - Харрисон.

## Критика и отзывы
Книга The Japanification of Children’s Popular Culture описывает образ Брока как образ наставника, как авторитет для Эша. Кроме того, в книге было отмечено, что в его образе отображено раннее взросление: он в одиночку ухаживал за своими братьями и сёстрами, по характеру весьма самостоятелен, а также проявляет активный интерес к женскому полу. В книге Pikachu’s Global Adventure: The Rise and Fall of Pokémon написано, что у западной аудитории Брок очень популярен, так как многие дети хотят иметь такого же друга, как и он: умного, верного и неконфликтного. Кроме того, в книге отмечается, что внешность Брока несколько отличается от внешности остальных героев: он смуглый и у него узкие глаза.